# Yngsjösjön
Yngsjösjön är en sjö i Kristianstads kommun i Skåne och ingår i Helge ås huvudavrinningsområde. Yngsjösjön ligger i Egeside-Pulken-Yngsjön Natura 2000-område.